# Juan Carlos González Salvador
Juan Carlos González Salvador (Bilbao, 28 januari 1964) is een Spaans voormalig beroepswielrenner. Hij reed voor onder meer Banesto en Euskadi.
Hij werd in 1987 verrassend Spaans kampioen op de weg en herhaalde dit in 1991.

## Belangrijkste overwinningen
1987
- Spaans kampioen op de weg, Elite
- 1e etappe Ster van Bessèges

1988
- 4e etappe, deel A Ronde van Aragon
- 6e etappe, deel B Ronde van Asturië

1989
- Hucha de Oro

1990
- 1e etappe, deel B Ronde van Venezuela

1991
- Hucha de Oro
- Spaans kampioen op de weg, Elite

1992
- Trofeo Sóller
- 1e etappe, deel B Ronde van Castilië en León

1994
- 5e etappe Ronde van Castilië en León

## Resultaten in voornaamste wedstrijden
| Jaar | Ronde van Italië | Ronde van Frankrijk | Ronde van Spanje |
| ---- | ---------------- | ------------------- | ---------------- |
| 1991 |                  |                     | opgave           |
| 1992 |                  |                     | 108e             |
| 1993 | opgave           |                     | opgave (1)       |
| 1994 |                  |                     | 99e              |
| 1995 |                  |                     | opgave           |

(*) tussen haakjes aantal individuele etappe-overwinningen